# JL-2
El JL-2 es un misil balístico intercontinental de lanzamiento submarino (SLBM) de la República Popular de China. En las fuerzas armadas chinas el misil lleva el nombre JL-2 o Ju Lang 2 y ha sido desplegado en submarinos Tipo 094. El misil JL-2 sucede al JL-1, desplegado en los submarinos chinos Tipo 092, y precede al misil JL-3 que será desplegado en los submarinos chinos Tipo 096. El misil JL-2 está basado en el misil intercontinental móvil DF-31.

## Historia
Todo el programa de diseño del JL-2 duró desde la década de 1990 hasta la del 2010. La designación principal del proyecto fue "el nuevo Dongfeng se sumerge " (en chino  : 新 东风 下海 ), según lo asignado por el Comité de Ciencia, Tecnología e Industria para la Defensa Nacional y la Comisión Militar Central. El proyecto se llevó a cabo en cooperación con el 1º y 2º  institutos de investigación del Ministerio de Industria aeroespacial.
El diseñador principal del proyecto es Huang Weilu (黄 纬 禄). Se estima que el primer lanzamiento al mar tuvo lugar a mediados del mes de enero de 2001, desde un submarino modificado de la clase Golf. El desarrollo fue complejo y enfrentó numerosos retrasos en la puesta en marcha operativa, como el fallo del 1 de julio de 2004·. La capacidad operativa plena del programa podría entrar en vigor en 2014. Si inicialmente fue su designación OTAN CSS-NX-4, un informe de la Fuerza Aérea de Estados Unidos en 2013 le concedió la designación de CSS-NX-14

## Características
El concepto del JL-2 se basa esencialmente en el del misil terrestre DF-31, que opera desde vehículos. Por esta razón, comparte muchas características, como su alcance operativo. Se llevaron a cabo largos debates entre varios analistas militares occidentales, para determinar si el JL-2 era capaz de transportar múltiples ojivas nucleares (MIRV). Estas dudas siguen al hecho de que China nunca antes había puesto en servicio misiles reflejados lanzados desde un submarino. La mayoría de los analistas de inteligencia estadounidenses dicen que el misil lleva solo una carga nuclear, mientras que los de Jane's Defense de la compañía Jane's Information Group afirman que pueden embarcar 3 o 4 en el JMA, e incluso hasta 10 en el JMB, cada uno desarrollando una potencia de 90 kT. Cuando la carga es única, su potencia varía de 25 a 1000 kT.
Con dos etapas y diseño mixto (combustible sólido para el 1ª etapa y líquido para la 2ª), el JL-2 debe ser capaz de dotar a China de su primer misil nuclear de disuasión creíble. El alcance del misil, de hasta 14,000 km, permitiría a los chinos llegar a áreas como Alaska, Hawái, Guam, Rusia e India, al lanzar el misil desde la costa china (Mar de Bohai o Mar de China Meridional). También sería posible apuntar directamente al continente americano, suponiendo que el submarino que transporta el misil se está moviendo en las aguas internacionales del Pacífico dejando atrás Japón. Esto lo haría más difícil de detectar y por consiguiente de interceptar, al tiempo que reduciría el tiempo de respuesta disponible para el objetivo enemigo.

## Despliegue
Las patrullas de disuasión con submarinos del Tipo 094 y con misiles JL-2 comenzaron en diciembre del 2015. El misil es el primer SLBM chino que permite a los submarinos de misiles balísticos chinos atacar partes de los Estados Unidos desde la costa china. Por ello es considerado como el primer dispositivo disuasivo nuclear creíble chino basado en el mar. Su futuro sucesor es el JL-3.

## Pruebas
- Primera: 30 de diciembre de 2011 (lanzamiento submarino de prueba de potencia convencional G)
- Segunda: enero de 2012, número de lanzamientos: 6 (lanzamiento de submarino de prueba dinámica convencional tipo G)
- Tercera: 21 de agosto de 2012 (lanzamiento del submarino nuclear estratégico tipo 094)
- Cuarta: 22 de diciembre de 2013 (lanzamiento del submarino nuclear estratégico 409, Tipo 094)[8]
- Quinta: 23 de enero de 2015 (lanzamiento del submarino nuclear estratégico 409, Tipo 094)[8][9]